# تدوين لايبنتس

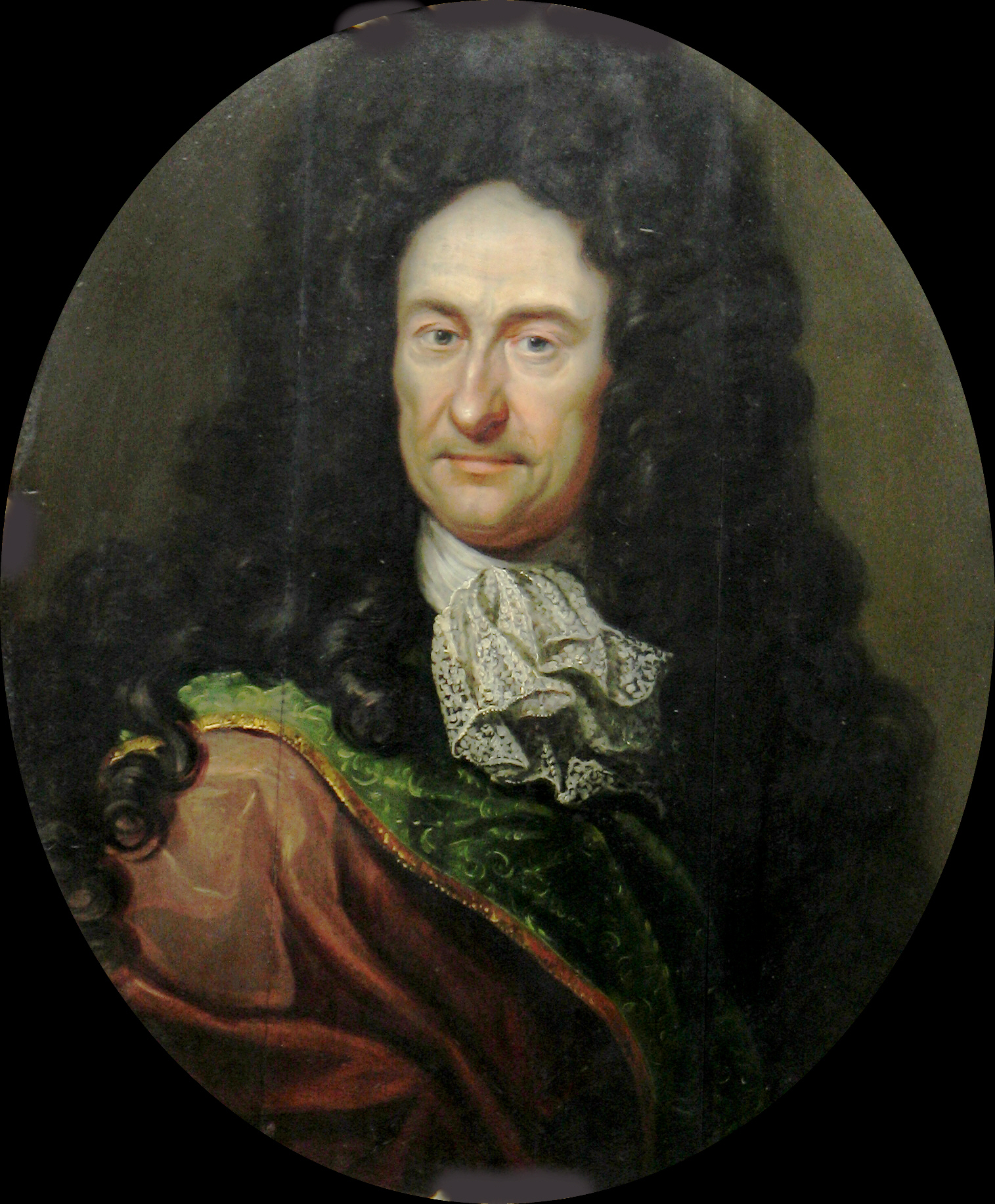
غوتفريد لايبنتس (1646–1716)، فيلسوف ألماني، وعالم رياضيات namesake of this widely used mathematical notation in calculus.

في الرياضيات، تدوين لايبنز (بالإنجليزية: Leibniz's notation)‏، المسمى هكذا نسبة إلى عالم الرياضيات الألماني والفيلسوف غوتفريد لايبنتس، يستعمل الرمزين dx و dy من أجل تمثيل قيم تزايدات ل x و y متناهية في الصغر. أما القيمتان Δx وΔy فإنهما تمثلان تزايدات منتهية ومعروفة لقيمتي x وy على التوالي.
{\displaystyle \lim _{\Delta x\rightarrow 0}{\frac {\Delta y}{\Delta x}}=\lim _{\Delta x\rightarrow 0}{\frac {f(x+\Delta x)-f(x)}{\Delta x}},}
{\displaystyle {\frac {dy}{dx}}=f'(x),}